# Cascajalito
Cascajalito är en ort i Mexiko.   Den ligger i kommunen San Juan Evangelista och delstaten Veracruz, i den sydöstra delen av landet, 500 km öster om huvudstaden Mexico City. Cascajalito ligger 45 meter över havet och antalet invånare är 180.
Terrängen runt Cascajalito är platt. Runt Cascajalito är det ganska tätbefolkat, med 67 invånare per kvadratkilometer. Närmaste större samhälle är Sayula de Alemán, 16,5 km öster om Cascajalito. Omgivningarna runt Cascajalito är en mosaik av jordbruksmark och naturlig växtlighet.